# Tours Aillaud
Tours Aillaud (znane także jako Tours Nuages) – grupa budynków mieszkalnych znajdująca się w Nanterre w zespole miejskim Paryża, na obrzeżach dzielnicy La Défense, we Francji. Kompleks składa się 18 wieżowców, oznaczonych kolejno od 1 do 18 (np. Tour Aillaud 11, Tour Aillaud 18 itp.), 8 budynków ma 13 kondygnacji, kolejne 8 liczy po 20 kondygnacji, natomiast dwie wieże (Tour Aillaud 1 oraz Tour Aillaud 2) liczą 39 kondygnacji i mierzą 105 metrów wysokości.
Wszystkie budynki powstały w 1977 roku, a cały zespół mieszkalny Tours Aillaud wziął swoją nazwę od nazwiska  architekta Émile’a Aillauda, który zaprojektował kompleks, natomiast druga nazwa Tours Nuages (znacząca; Wieżowce Chmur) wzięła się najprawdopodobniej od charakterystycznej elewacji budynków pokrytych freskami chmur. Inną charakterystyczna cechą budynków jest fakt, że budynki te nie posiadają balkonów, a jedynie okna. Budynki swoją forma przypominają nieco formy katowickich wieżowców Kukurydze.